# Evocatierecht
Het evocatierecht is een mechanisme in het Belgische parlement dat sinds de staatshervorming 1993 aan de Senaat de mogelijkheid geeft zich uit te spreken over wetsontwerpen en wetsvoorstellen die werden aangenomen door de Kamer van volksvertegenwoordigers.
Tot 1993 had de Senaat gelijke wetgevende bevoegdheid met de Kamer van volksvertegenwoordigers: elk wetsontwerp en wetsvoorstel moest door beide aangenomen worden. Als een voorstel geamendeerd werd, moest het opnieuw naar de andere vergadering om daar opnieuw aangenomen te worden.
Het Sint-Michielsakkoord over de staatshervorming van 1993 bracht hierin verandering. Het aantal senatoren werd gereduceerd tot 71, de leeftijdsgrens werd op 21 jaar gebracht, en de bevoegdheden werden aangepast. Sommige aangelegenheden behoren tot de exclusieve bevoegdheid van de Kamer.  Voor andere aangelegenheden staan Kamer en Senaat nog steeds op voet van gelijkheid.  Voor de overblijvende aangelegenheden - veruit de ruimste categorie - heeft de Kamer het laatste woord, maar kan de Senaat als bezinningskamer optreden. Daartoe beschikt de Senaat over het evocatierecht. Op verzoek van ten minste vijftien senatoren kan de Senaat wetsontwerpen en wetsvoorstellen die in de Kamer zijn aangenomen, onderzoeken en eventueel amenderen (wijzigingen voorstellen). Over die door de Senaat voorgestelde wijzigingen heeft de Kamer echter het laatste woord. De bedoeling van het evocatierecht is de Senaat via een grondig onderzoek van de teksten de gelegenheid te geven de kwaliteit van de wetgeving te verbeteren.
Met de 6e staatshervorming, welke in 2015 inwerking is getreden, is er aan de Senaat het een en ander veranderd. Zo ook de samenstelling, waar voorheen nog 71 senatoren zetelden, zijn er nu nog 60 senatoren actief. Daarnaast is de evocatiedrempel sterk verhoogd. Waar vroeger een evocatieverzoek van 15 senatoren volstond, is er in de huidige situatie een meerderheid (31) nodig en daarnaast moet deze meerderheid  minstens één derde van de leden van elke taalgroep bevatten. Ook beschikt de Senaat niet meer over 60 dagen om het ontwerp te amenderen, maar slechts over 30 dagen.
In de praktijk verzandt de evocatieprocedure weleens in een politiek steekspel waarbij de oppositie de regeringspolitiek probeert te dwarsbomen door de totstandkoming van de wetgeving te vertragen. De Senaat werkt politiek gezien hoe dan ook in de schaduw van de Kamer.

## Strafrecht
Het evocatierecht kent men ook in het Belgisch strafrecht. Soms hebben strafrechtelijk instanties het recht om de strafzaak te evoceren. Zo heeft de Kamer van Inbeschuldigingstelling het recht om het onderzoek naar zich toe te trekken van de onderzoeksrechter of de procureur des Konings. Concreet houdt dit het recht in om ambtshalve vervolgingen te gelasten, om de stukken te doen overleggen en om de zaak te onderzoeken. Indien de Kamer van Inbeschuldigingstelling de zaak evoceert, wordt de zaak toegewezen aan een lid van de KI (artikel 235 van het Wetboek van Strafvordering).
De onderzoeksrechter beschikt ook over het evocatierecht nadat de procureur des Konings bij hem een mini-onderzoek vordert.